# Любеткин, Цивия
Цывия (Цвия) Любеткин, псевдоним — Цели́на (пол. Cywia Lubetkin, צביה לובטקין, 9.11.1914 г., Бытень, около Слонима, Гродненская губерния, Российская империя — 14.07.1976 г., Израиль) — еврейская общественная деятельница Варшавского гетто, один из лидеров восстания в Варшавском гетто, единственная женщина в руководстве Еврейской боевой организации, участница еврейского сопротивления во время Второй мировой войны, один из основателей кибуца Лохамей-ха-гетаот.

## Биография
Цивия Любеткин родилась 9 ноября 1914 года в деревне Бытень, около Слонима. В юношеском возрасте присоединилась к движению социалистического сионизма, позднее — к молодёжной сионистской организации Дрор, став в 1938 году членом его исполнительного комитета. В сентябре 1939 года нелегально перебралась в Варшаву, чтобы присоединиться там к еврейскому подполью. В Варшаве вышла замуж за Ицхака Цукермана.
В 1942 году Цивия Любеткин участвовала в создании сионистского левого Антифашистского блока, Еврейской боевой организации, Варшавского еврейского общественного совета, Еврейского национального комитета. Цивия Любеткин входила в Координационный совет, объединяющий несионистскую организацию Всеобщий еврейский трудовой Бунд и Еврейский национальный комитет. Этот Координационный совет занимался финансированием Еврейской боевой организации.
Цивия Любеткин была одной из выживших после Варшавского восстания в гетто бойцов Еврейской боевой организации. После подавления восстания она с помощью Симхи Ратайзера-Ротема в составе группы из 34 бойцов перебралась через канализацию за пределы гетто. В августе 1944 года Цивия Любеткин в составе еврейской группы сопротивления, входившей в Армию крайову, сражалась во время Варшавского восстания.
После войны Цивия Любеткин приняла участие в создании подпольной организации Бриха, которая занималась нелегальным перевозом выживших в Холокосте евреев на территорию подмандатной Палестины. В 1946 году она перебралась в Палестину, где основала вместе с мужем Ицхаком Цукерманом кибуц Лохамей-ха-гетаот и дом-мемориал борцов гетто.
В 1961 году Цивия Любеткин выступала свидетелем на процессе против Адольфа Эйхмана.
Цивия скончалась 11 июля 1978 года от рака легких, вызванного многолетним курением. По её завещанию на могильной плите выбито только имя: «Цивия».